# Paraheterospilus eumekus
Paraheterospilus eumekus – gatunek błonkówki z rodziny męczelkowatych i podrodziny Doryctinae.
Ciało długości 2 mm, ciemnobrązowe z żółtymi odnóżami, trzonkiem i nóżką czułków, brązowymi żyłkami skrzydeł i biczykami czułków. Pokładełko dłuższe niż metasoma, często dłuższe niż całe ciało.
Gatunek znany wyłącznie z Kostaryki.